# Мітрідат IV Філопатор Філадельф
Мітрідат IV Філопатор Філадельф (грецьк. Mιθριδάτης ὁ Φιλoπάτωρ Φιλάδελφoς, 159 — 150 до н. е.) — шостий цар Понту, наступник свого брата Фарнака I.

## Життєпис
Дата сходження на трон точно невідома, але відомо, що знаходиться вона десь між 160/159 роком до н. е., коли був прийнятий декрет афінян на його честь, і 156/155 роком до н. е., коли у війні між Пергамом і Віфінією взяв участь як цар Понту Мітрідат IV Филопатор Філадельф.
Мітрідат був одружений зі своєю сестрою Лаодикою, про що свідчить тетрадрахма з парним зображенням царя і цариці на лицьовій стороні і Зевсом та Герою на зворотній. Цей шлюб був укладений з політичних і династичних мотивів. Він мав закріпити права Мітрідата IV на престол після смерті Фарнака I, який залишив малолітнього сина-спадкоємця, майбутнього царя Мітрідата V Евергета. А це означає, що Мітрідат IV спочатку був регентом малолітнього царевича, але після шлюбу з Лаодикою отримав царський титул і трон, який ділив разом з дружиною, що стала царицею.
Від правління Мітрідата IV Філопатора Філадельфа дійшов цікавий епіграфічний документ, який, за деякими припущеннями, був посвятою в Храм Юпітера, а за іншою — частиною великого монумента біля зазначеного храму. Він був білінгвою — документ, написаний латинською і грецькою. Капітолійська посвята Мітрідата IV — показник зміни політики Понту з часу Фарнака I в бік більш проримської і прогрецької орієнтації. Цим цар намагався віддячити Риму за підтримку і сприяти виходу свого царства з важкого економічного і фінансового становища після війни 183—179 років до н. е. і суворої контрибуції.
Типи монет Мітрідата IV і Лаодики переконливо свідчать про зближення Понту з греко-римським світом Егеїди і Причорномор'я. Якщо при Фарнаку I на монету наносилося зображення місцевого божества Мена — Фарнака з рисами Мітри, то за його наступника з'являються зображення суто грецьких божеств олімпійського кола Зевса і Гери, а також Персея. Божественна пара олімпійських владик мала підкреслити міцність царської влади Мітрідата і Лаодики, а фігура Персея виразно відбивала загравання як з греками і римлянами, так і з місцевим іранським населенням.
Проте Мітрідат IV не зрікся і мети попередників — відновлення в повному обсязі володінь Отана і його наступників під егідою мітрідатівської династії Понту. Але в порівнянні з ними новий цар вдався до іншої тактики, відмовившись від збройної боротьби. Під час війни Аттала II і Прусія II в 156—154 роках до н. е. Мітрідат IV підтримав Аттала, з яким мав договір про союз.
Час і обставини смерті Мітрідата IV невідомі.